# Metropolitana di Shijiazhuang
La metropolitana di Shijiazhuang è una metropolitana che serve la città di Shijiazhuang in Cina.

## Storia
Il progetto venne avviato nel 2001 e l'inizio della costruzione era previsto per il 2008, ma venne posticipato a causa della crisi economica globale. Il progetto fu approvato dalla National Development and Reform Commission e venne incluso nel progetto di sviluppo del trasporto ferroviario urbano 2012–2020.
Nel mese di settembre 2012 iniziò la costruzione della prima stazione, sotto alla rinnovata stazione di Shijiazhuang. La costruzione delle altre stazioni iniziò il 14 maggio 2013.
Le linee 1, 2 e 3 conteranno con 52 stazioni, una lunghezza complessiva di 59.1 km e avranno un costo di 42,19 miliardi di yuan.
La prima linea ad essere inaugurata è stata la linea 3, il 26 giugno 2017, mentre il giorno successivo è stata inaugurata la linea 1.
È previsto che la linea 2 venga inaugurata dopo il 2020.

## Linee
|  | Linea   | Percorso                               | Inaugurazione | Ultima estensione | Lunghezza | Stazioni |
|  | ------- | -------------------------------------- | ------------- | ----------------- | --------- | -------- |
|  | Linea 1 | Xiwang - Xiaohedadao                   | 2017          | -                 | 23,27     | 20       |
|  | Linea 3 | Shi'erzhong - Stazione di Shijiazhuang | 2017          | -                 | 5,06      | 6        |